# Zeča
Zeča (más néven Zečevo) egy lakatlan sziget Horvátországban, az Adriai-tengerben, a Kvarner-öbölben.

## Leírása
Zeča a Cres-szigetétől mintegy 4 km-re nyugatra található, a Cres-Lošinj-szigetcsoporthoz tartozik. Közigazgatásilag Cres város része. Északon a žecai Tanki-fok és a cresi Kijac-fokok között csak 2,8 km-re van Cres-től. Tőle 6 km-re délkeletre található Lošinj szigete, 8 km-re délnyugatra pedig Unije szigete. Alig több mint 10 km-re nyugatra található a magányos és nagyon kicsi Galijola-sziget. Nyugatra közvetlen közelében a Pregaznik-szikla és a Seka-zátony, keletről pedig a Mishar szikla található. Zeča és a szomszédos Cres között található a Visoki-sziget.
A sziget délnyugati részén található egy világítótorony, amelyet 8 méter magas négyzet alaprajzú toronyként építettek. A világítótornyon két lámpa szórja a fényt: fehér a 14. és 356. fok között, piros pedig a 356. és a 14. fok között adja a jeleit. A jel arra szolgál, hogy figyelmeztesse azokat a tengerészeket, akik északról a fent említett Pregaznik-szikla és a Seka-zátony felé közelednek. A sziget legészakibb pontja a Tanki-fok, a legdélibb pedig a Debeli-fok.
A Zeča körül a tenger fokozatosan mélyül, de a Zeča említett sziklái és zátonyai között nagyon sekély. A partok alacsonyak és számos stranddal rendelkeznek. Kevéssé tagoltak, de így is van néhány öböl. A legnagyobb sekély öböl a sziget nyugati oldalának középső részén található Slanci, amely egyben a leglátogatottabb. Ezen kívül a nyugati parton találhatók a Lupeška és a Stari Mrgari-öblök, de ezeknél a szigetet juhok legeltetésére használják. A keleti oldalon a Dražica, és a kicsi, de egyedülálló Pećina-öböl található, amelyhez az út a Slanci-öbölből vezet. A délkeleti parton fekszik az Ustrinski portić-öböl, amely a cresi Ustrine település felé néz.
A szigetet még nyáron sem köti össze egyetlen hajójárat sem, csak az a katamarán halad el mellette, amely összeköti a Cres-Lošinj-szigetcsoportot Fiumével. A sziget az év tíz hónapja alatt teljesen elhagyatott, nyáron pedig hajózók látogatják.

## Fordítás
- Ez a szócikk részben vagy egészben  a   Zeča című horvát Wikipédia-szócikk ezen változatának fordításán alapul.  Az eredeti cikk szerkesztőit annak laptörténete sorolja fel. Ez a jelzés csupán a megfogalmazás eredetét és a szerzői jogokat jelzi, nem szolgál a cikkben szereplő információk forrásmegjelöléseként.